# Deutsche Meisterschaften im Rennrodeln 2004
Die vorgezogenen Deutschen Meisterschaften im Rennrodeln 2004 fanden am 28. und 29. Dezember 2004 auf der Rennrodelbahn im thüringischen Oberhof statt. Die Titel gingen an Silke Kraushaar im Einsitzer der Frauen, Jan Eichhorn im Einsitzer der Männer und Steffen Skel/Steffen Wöller im Doppelsitzer.

## Ergebnisse

### Einsitzer der Frauen
| Platz | Sportlerin           | Verein                        | Zeit         |
| ----- | -------------------- | ----------------------------- | ------------ |
| 1     | Silke Kraushaar      | BSR Rennsteig Oberhof         | 1:24,019 min |
| 2     | Tatjana Hüfner       | WSC Erzgebirge Oberwiesenthal | 1:24,186 min |
| 3     | Sylke Otto           | WSC Erzgebirge Oberwiesenthal | 1:24,360 min |
| 4     | Anke Wischnewski     | WSC Erzgebirge Oberwiesenthal | 1:24,579 min |
| 5     | Barbara Niedernhuber | WSV Königssee                 | 1:24,621 min |
| 6     | Gabi Bender          | WSV Königssee                 | 1:25,009 min |
| 7     | Anja Eberhardt       | BSR Rennsteig Oberhof         | 1:25,380 min |
| 8     | Heike Kobylka        | WSC Erzgebirge Oberwiesenthal | 1:25,645 min |
| 9     | Susen Bursch         | RC Ilmenau                    | 1:26,092 min |
| 10    | Jana Schwarz         | RT Suhl                       | 1:26,162 min |

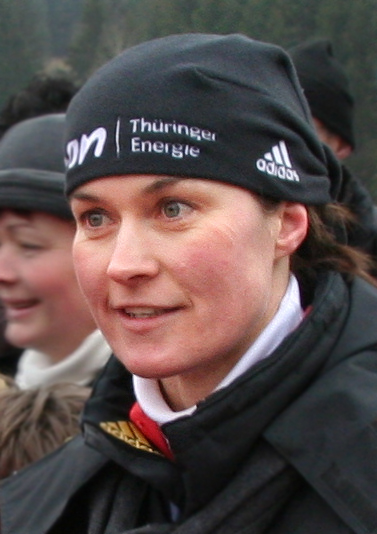
Silke Kraushaar, Deutsche Meisterin

Deutsche Meisterin wurde Silke Kraushaar vor Lokalmatadorin Tatjana Hüfner und Vorjahressiegerin Sylke Otto. Auf Rang 4 fuhr Anke Wischnewski, Fünfte wurde Barbara Niedernhuber vor Gabriele Bender und Anja Eberhardt. Heike Kobylka, Susen Bursch und Jana Schwarz komplettierten auf den weiteren Rängen die Top 10.

### Einsitzer der Männer
| Platz | Sportlerin       | Verein                        | Zeit         |
| ----- | ---------------- | ----------------------------- | ------------ |
| 1     | Jan Eichhorn     | BSR Rennsteig Oberhof         | 1:30,696 min |
| 2     | David Möller     | BSR Rennsteig Oberhof         | 1:30,842 min |
| 3     | Karsten Albert   | WSV Oberhof 05                | 1:30,899 min |
| 4     | Georg Hackl      | RC Berchtesgaden              | 1:30,954 min |
| 5     | Patrick Dietzsch | WSC Erzgebirge Oberwiesenthal | 1:30,955 min |
| 6     | Denis Bertz      | WSC Erzgebirge Oberwiesenthal | 1:31,146 min |
| 7     | Denis Geppert    | WSC Erzgebirge Oberwiesenthal | 1:31,265 min |
| 8     | Andreas Graitl   | RC Berchtesgaden              | 1:31,496 min |
| 9     | Nico Oetzel      | BSC Winterberg                | 1:31,631 min |
| 10    | Andi Langenhan   | RRC Zella-Mehlis              | 1:31,818 min |

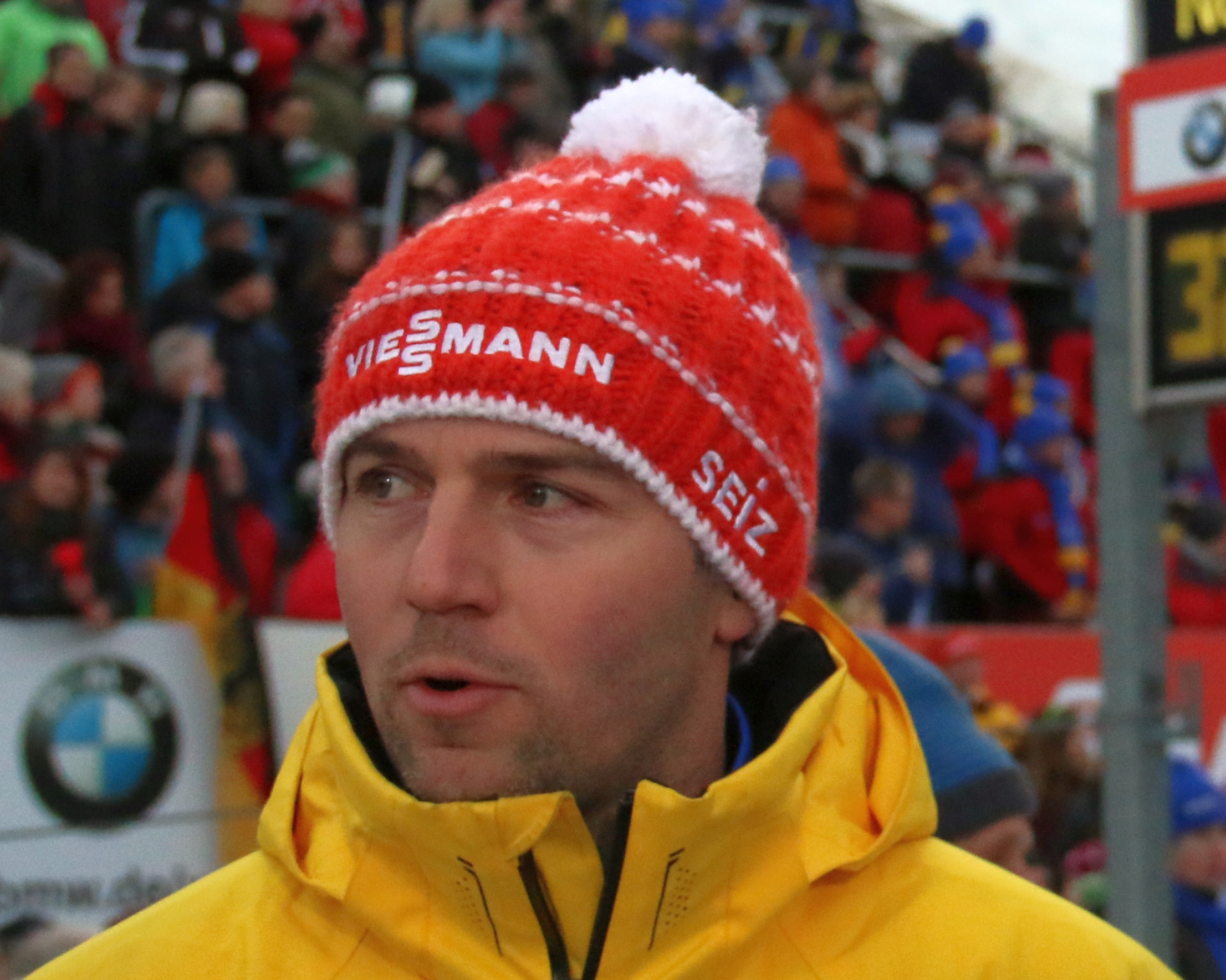
Jan Eichhorn, Deutscher Meister

Deutscher Meister der Männer wurde erstmals Jan Eichhorn aus Oberhof, der seinen Vereinskollegen David Möller auf Rang 2 verwies. Karsten Albert sicherte sich den Bronzerang vor Vorjahressieger Georg Hackl, dessen seit 1999 andauernde Siegesserie ihr Ende fand. Patrick Dietzsch wurde mit minimalem Rückstand auf Hackl Fünfter, Denis Bertz landete auf Rang 6, sein Vereinskollege Denis Geppert wurde Siebter. Auf den weiteren Rängen in den Top 10 folgten Andreas Graitl, Nico Oetzel und Andi Langenhan.

### Doppelsitzer
| Platz | Sportlerin                        | Verein                                             | Zeit         |
| ----- | --------------------------------- | -------------------------------------------------- | ------------ |
| 1     | Steffen Skel/Steffen Wöller       | BSC Winterberg                                     | 1:23,843 min |
| 2     | André Florschütz/Torsten Wustlich | BRC 05 Friedrichroda/WSC Erzgebirge Oberwiesenthal | 1:24,123 min |
| 3     | Patric Leitner/Alexander Resch    | WSV Königssee/RC Berchtesgaden                     | 1:24,172 min |
| 4     | Marcel Lorenz/Christian Baude     | BSR Rennsteig Oberhof                              | 1:24,203 min |

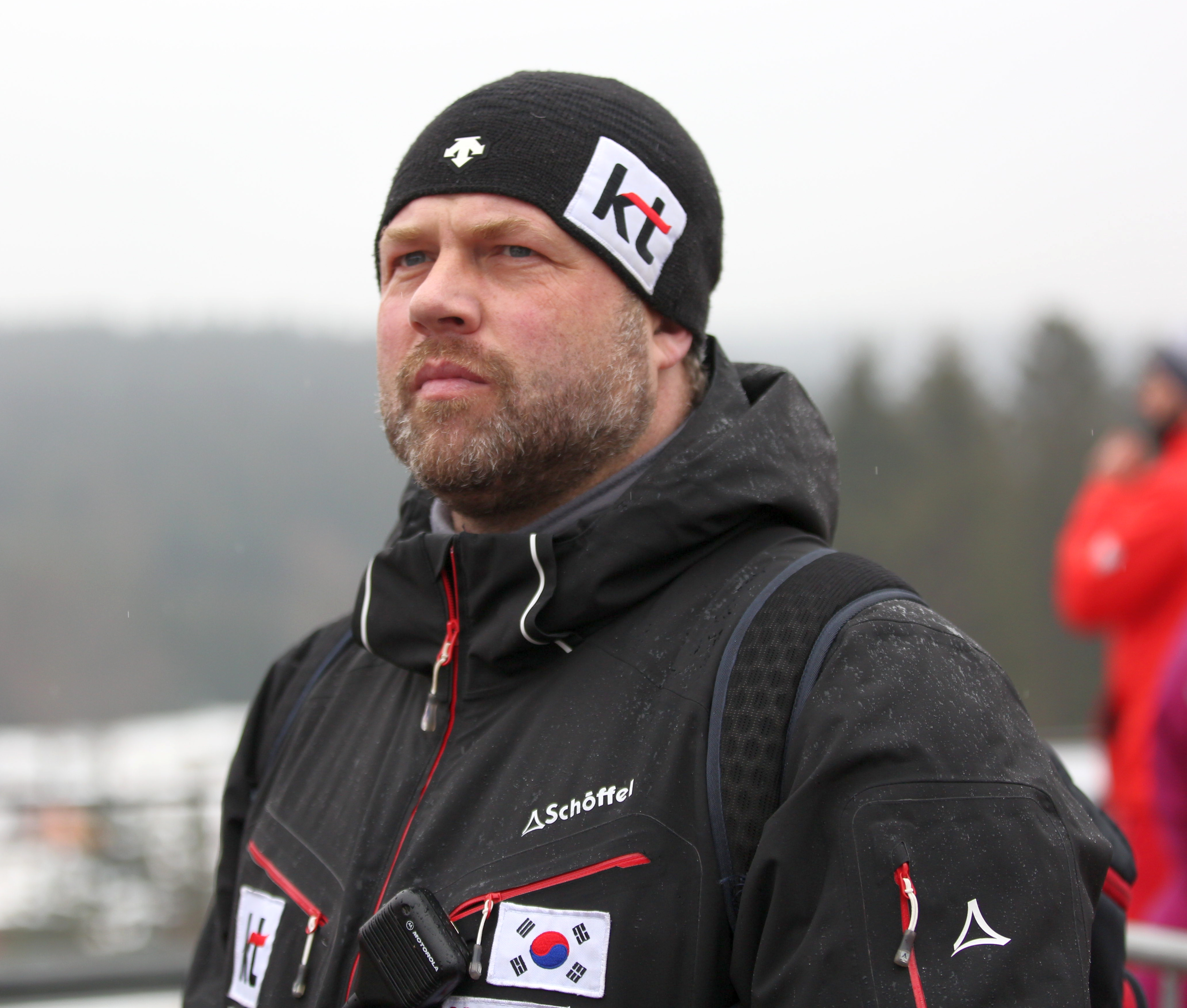
Steffen Skel, Pilot des Doppelsitzers Skel/Wöller, Deutscher Meister

Es traten vier Doppelsitzerpaare beim Titelkampf um die nationale Meisterschaft an. Den Meistertitel sicherten sich die Winterberger Steffen Skel und Steffen Wöller, die André Florschütz und Torsten Wustlich mit einem deutlichen Rückstand auf den Vizemeisterrang verwiesen. Die Vorjahressieger Patric Leitner und Alexander Resch gewannen die Bronzemedaille, Marcel Lorenz und Christian Baude mussten sich auf ihrer Heimbahn mit dem vierten Platz begnügen.